# Massimo Popolizio
Massimo Popolizio (Genova, 4 luglio 1961) è un attore, regista teatrale e doppiatore italiano.

## Biografia
Nato a Genova da una famiglia originaria di Altamura (BA), si forma artisticamente e professionalmente all'Accademia d'arte drammatica "Silvio D'Amico" nel 1984, intraprende la carriera di attore teatrale e, appena diplomato, inizia una proficua collaborazione artistica con il regista teatrale Luca Ronconi. 

### Teatro
Esordisce a teatro nel 1983 in uno spettacolo diretto da Luca Ronconi, Santa Giovanna. Nel corso della sua carriera, reciterà molto spesso in opere di William Shakespeare. Nel 1995 vince il suo primo importante premio teatrale, il premio Ubu come miglior attore per gli spettacoli Re Lear di William Shakespeare e Verso Peer Gynt, ispirato al Peer Gynt di Henrik Ibsen. Ottiene nuovamente questo premio nel 2001 per I due gemelli veneziani di Carlo Goldoni, nel 2015 per Lehman Trilogy, diretto da Luca Ronconi e nel 2019 per la regia di Un nemico del popolo di Henrik Ibsen.
Nel 2006 si aggiudica invece l'Eschilo d'oro, conferitogli dall'INDA. Nel 2012 torna a Henrik Ibsen e porta in scena, nel ruolo del titolo, il John Gabriel Borkman, con Lucrezia Lante della Rovere e Manuela Mandracchia. Nel 2016, prodotto dal Teatro di Roma, firma la regia dello spettacolo Ragazzi di vita, tratto dal romanzo di Pier Paolo Pasolini. Tra i protagonisti Lino Guanciale, Giampiero Cicciò, Alberto Onofrietti e Lorenzo Grilli. Il 26 ottobre lo spettacolo esordisce in prima nazionale al Teatro Argentina di Roma.

### Cinema e televisione
Nel 2013 è in TV con Il clan dei camorristi, dove interpreta don Palma, e nella seconda stagione di Una grande famiglia, dove interpreta il commissario De Lucia. Ha acquistato poi visibilità con le interpretazioni cinematografiche in Romanzo criminale, Mare nero e Mio fratello è figlio unico, nonché nel ruolo di Vittorio Sbardella ne Il divo di Paolo Sorrentino. Partecipa a Benvenuto Presidente! e La grande bellezza.
Nel 2014 recita nelle due commedie Amici come noi e Il ricco, il povero e il maggiordomo, nonché nel film drammatico Il giovane favoloso, dove Popolizio interpreta il padre di Giacomo Leopardi, Monaldo. Nel 2015 partecipa al film Arianna. Nel 2016 è nel cast della commedia di Carlo Verdone L'abbiamo fatta grossa, ed è Giovanni Falcone nel film Era d'estate, diretto da Fiorella Infascelli. Per la sua interpretazione ha vinto un Nastro d'argento speciale, condiviso con Giuseppe Fiorello (che nel film interpreta Paolo Borsellino). Nel 2018 è protagonista del film Sono tornato, trasposizione italiana del film tedesco Lui è tornato, dove interpreta il personaggio di Benito Mussolini.

### Doppiaggio
È il doppiatore di Lord Voldemort nella saga dei film di Harry Potter, di Tom Cruise in Eyes Wide Shut, di Lionel Abelanski in Train de vie e di Daniel Auteuil in quattro film, tra i quali Sostiene Pereira e L'ottavo giorno. Nel 1998 ha doppiato Tim Roth nel ruolo di Danny Boodman T.D. Lemon Novecento nel film La leggenda del pianista sull'oceano e Bruce Willis in Armageddon - Giudizio finale. Nel 1998 ha vinto il Nastro d'argento per il doppiaggio del film Hamlet del regista Kenneth Branagh. Dal 2009 al 2011 è la voce di Cal Lightman, protagonista della serie Lie to Me sempre interpretata da Roth. Nel 2019 presta la voce a Scar nel film Il re leone, doppiato in lingua originale da Chiwetel Ejiofor.

## Vita privata
È stato sposato con l'attrice Gaia Aprea. Si sono separati nel 2021.

## Controversie
Il 23 gennaio 2021 si trovava ad un mercatino dell'usato a Roma quando fu al centro di una lite con un uomo di 53 anni che teneva la mascherina abbassata durante l'emergenza COVID-19. Ad un certo momento l'attore inveì contro l'uomo sferrandogli un pugno in pieno volto, causandogli una lesione al bulbo oculare. L'uomo, dopo una prognosi di 15 giorni, sporse denuncia nei suoi confronti. Nel luglio del 2023 Popolizio ha risarcito economicamente la vittima e, in conseguenza di ciò, il giudice ha dichiarato estinto il procedimento per intervenuto ristoro delle conseguenze dell'aggressione.

## Filmografia

### Cinema
- Un ragazzo come tanti, regia di Gianni Minello (1983)
- L'assassina, regia di Beat Kuert (1989)
- Caccia alle mosche, regia di Angelo Longoni (1993)
- Cuore cattivo, regia di Umberto Marino (1995)
- Le affinità elettive, regia di Paolo e Vittorio Taviani (1996)
- Romanzo criminale, regia di Michele Placido (2005)
- Mare nero, regia di Roberta Torre (2006)
- Mio fratello è figlio unico, regia di Daniele Luchetti (2007)
- Il divo, regia di Paolo Sorrentino (2008)
- Amore che vieni, amore che vai, regia di Daniele Costantini (2008)
- Il grande sogno, regia di Michele Placido (2009)
- La banda dei Babbi Natale, regia di Paolo Genovese (2010)
- 20 sigarette, regia di Aureliano Amadei (2010)
- Boris - Il film, regia di Giacomo Ciarrapico, Mattia Torre e Luca Vendruscolo (2011)
- Gli sfiorati, regia di Matteo Rovere (2011)
- Sulla strada di casa, regia di Emiliano Corapi (2012)
- Benvenuto Presidente!, regia di Riccardo Milani (2013)
- La grande bellezza, regia di Paolo Sorrentino (2013)
- Amici come noi, regia di Enrico Lando (2014)
- Il giovane favoloso, regia di Mario Martone (2014)
- Il ricco, il povero e il maggiordomo, regia di Aldo, Giovanni e Giacomo e Morgan Bertacca (2014)
- Arianna, regia di Carlo Lavagna (2015)
- L'abbiamo fatta grossa, regia di Carlo Verdone (2016)
- Era d'estate, regia di Fiorella Infascelli (2016)
- Sono tornato, regia di Luca Miniero (2018)
- Il campione, regia di Leonardo D'Agostini (2019)
- Bentornato Presidente, regia di Giancarlo Fontana e Giuseppe Stasi (2019)
- Il ladro di giorni, regia di Guido Lombardi (2019)
- Il primo Natale, regia di Salvatore Ficarra e Valentino Picone (2019)
- I predatori, regia di Pietro Castellitto (2020)
- Governance - Il prezzo del potere, regia di Michael Zampino (2021)
- Ai confini del male, regia di Vincenzo Alfieri (2021)
- La notte più lunga dell'anno, regia di Simone Aleandri (2022)
- Leonora addio, regia di Paolo Taviani (2022)
- Siccità, regia di Paolo Virzì (2022)
- War - La guerra desiderata, regia di Gianni Zanasi (2022)
- Di là dal fiume e tra gli alberi (Across the River and into the Trees), regia di Paula Ortiz (2022)
- Eravamo bambini, regia di Marco Martani (2024)

### Televisione
- Venezia salvata o la congiura tradita, regia di Gianfranco De Bosio – film TV (1986)
- Gli ultimi giorni dell'umanità, regia di Luca Ronconi – film TV (1991)
- Requiem per voce e pianoforte, regia di Tomaso Sherman – miniserie TV (1993)
- La famiglia Ricordi, regia di Mauro Bolognini – miniserie TV (1995)
- Quer pasticciaccio brutto de via Merulana, regia di Giuseppe Bertolucci – film TV (1996)
- L'attentatuni - Il grande attentato, regia di Claudio Bonivento – film TV (2001)
- Il Grande Torino, regia di Claudio Bonivento – film TV (2005)
- La stagione dei delitti – serie TV, 6 episodi (2007)
- Il delitto di via Poma, regia di Roberto Faenza – film TV (2011)
- Il clan dei camorristi – serie TV (2013)
- Una grande famiglia 2 – serie TV (2013)
- Qualunque cosa succeda, regia di Alberto Negrin – miniserie TV (2014)
- Io non mi arrendo, regia di Enzo Monteleone – miniserie TV (2016)
- Il confine, regia di Carlo Carlei – miniserie TV (2018)
- Svegliati amore mio, regia di Simona Izzo e Ricky Tognazzi – miniserie TV (2021)
- Governance - Il prezzo del potere, regia di Michael Zampino – film TV (2021)
- Ai confini del male, regia di Vincenzo Alfieri – film TV (2021)
- Sara - La donna nell’ombra – serie TV, 4 episodi (2025)

## Teatro
- Santa Giovanna di George Bernard Shaw, regia di Luca Ronconi (1983)
- Due commedie in commedia di G. B. Andreini, regia di Luca Ronconi (1984)
- La commedia della seduzione di Arthur Schnitzler, regia di Luca Ronconi (1985)[7]
- Torquato Tasso di Goethe, regia di Cesare Lievi (1986)
- Il gabbiano di Anton Čechov, regia di Massimo Castri (1987)
- Aiace di Sofocle, regia di Antonio Calenda (1988)
- Strano interludio di Eugene O'Neill, regia di Luca Ronconi (1989)
- La sposa di Messina di Friedrich Schiller, regia di Elio De Capitani (1990)
- Gli ultimi giorni dell'umanità di Karl Kraus, regia di Luca Ronconi (1992)
- Misura per misura di William Shakespeare, regia di Luca Ronconi (1992)
- Aminta di Torquato Tasso, regia di Luca Ronconi (1993)
- Venezia salva di Simone Weil, regia di Luca Ronconi (1993)
- Peer Gynt di Henrik Ibsen, regia di Luca Ronconi (1995)
- Re Lear di William Shakespeare, regia di Luca Ronconi (1995)
- I fratelli Karamazov di Fëdor Dostoevskij, regia di Luca Ronconi (1998)
- I due gemelli veneziani di Carlo Goldoni, regia di Luca Ronconi (2001)
- Lolita di Nabokov, regia di Luca Ronconi (2002)
- Baccanti di Euripide, regia di Luca Ronconi (2002)
- Le rane di Aristofane, regia di Luca Ronconi (2002)
- Tradimenti di Harold Pinter, regia di Cesare Lievi (2004)
- Professor Bernhardi di Arthur Schnitzler, regia di Luca Ronconi (2005)
- Ritter, Dene, Voss di Thomas Bernhard, regia di Piero Maccarinelli (2007)
- Edipo, da Sofocle, regia di Lluís Pasqual, Vicenza, Teatro Olimpico, 25 settembre 2008.
- Cyrano de Bergerac di Edmond Rostand, regia di Daniele Abbado (2009)
- L'amore crudele di Silvana Mazzocchi e Patrizia Pistagnesi, regia di Piero Maccarinelli (2010)
- Il misantropo di Molière, regia di Massimo Castri (2010)
- Blackbird di David Harrower, regia di Lluís Pasqual (2011)
- John Gabriel Borkman di Henrik Ibsen, regia di Piero Maccarinelli (2012)
- Visita al padre di Roland Schimmelpfennig, regia di Carmelo Rifici (2014)
- Lehman Trilogy di Stefano Massini, regia di Luca Ronconi (2015)
- Il prezzo di Arthur Miller, regia di Massimo Popolizio (2015)
- Ragazzi di vita di Pier Paolo Pasolini, regia di Massimo Popolizio (2016)
- Un nemico del popolo di Henrik Ibsen, regia di Massimo Popolizio (2019)
- Furore di John Steinbeck, regia di Massimo Popolizio (2019)
- M Il figlio del secolo di Antonio Scurati, regia di Massimo Popolizio (2022)
- Uno sguardo dal ponte di Arthur Miller, regia di Massimo Popolizio (2023)
- L'albergo dei poveri di Maksim Gor'kij, regia di Massimo Popolizio (2024)
- Il ritorno a casa di Harold Pinter, regia di Massimo Popolizio (2025)

## Doppiaggio

### Cinema
- Daniel Auteuil in Sostiene Pereira, L'ottavo giorno, Transfert pericoloso, Sade - Segui l'istinto
- Ralph Fiennes in Harry Potter e il calice di fuoco, Harry Potter e l'Ordine della Fenice, Harry Potter e i Doni della Morte - Parte 1, Harry Potter e i Doni della Morte - Parte 2
- Kenneth Branagh in Othello, Hamlet
- Tim Roth in La leggenda del pianista sull'oceano
- Bruce Willis in Armageddon - Giudizio finale
- Tom Cruise in Eyes Wide Shut
- Lionel Abelanski in Train de vie - Un treno per vivere
- Mark Rylance in Anonymous
- Crispin Glover ne La leggenda di Beowulf
- François Cluzet ne Dolce far niente
- Aurélien Recoing ne Il resto della notte
- Ulrich Noethen in Comedian Harmonists
- Ulrich Mühe in Mein Führer - La veramente vera verità su Adolf Hitler
- Harvey Keitel in Fatima
- Peter Diseth in Opus - Venera la tua stella

### Televisione
- Tim Roth in Lie to Me
- Ray McKinnon in Sons of Anarchy
- Urs Remond in Fiori sopra l'inferno - I casi di Teresa Battaglia

### Animazione
- Scar ne Il re leone (2019)

## Riconoscimenti

### Cinema
- Nastro d'argento
  - 1997 – Candidatura a migliore attore non protagonista per Le affinità elettive
  - 1998 – Miglior doppiaggio maschile per Hamlet
  - 2016 – Nastro d'argento speciale 70 anni per Era d'estate, condiviso con Giuseppe Fiorello
  - 2020 – Candidatura a migliore attore non protagonista per Il primo Natale e Il ladro di giorni
  - 2021 – Migliore attore non protagonista per I predatori[8]

- Ciak d'oro
  - 2021 – Ciak d'oro migliore attore non protagonista per I predatori

- Premio Flaiano per la cinematografia
  - 2018 – Migliore interpretazione maschile per Sono tornato

### Teatro
- Premio Ubu
  - 1995 – Miglior attore per Re Lear e Verso Peer Gynt
  - 2001 – Miglior attore per I due gemelli veneziani
  - 2005 – Miglior attore non protagonista per Professor Bernhardi
  - 2015 – Miglior attore per Lehman Trilogy
  - 2017 – Miglior regia per Ragazzi di vita
  - 2019 – Miglior spettacolo per Un nemico del popolo

- Premio Flaiano per il teatro
  - 1995 – Premio all'interpretazione per Sturm und drang, Re Lear e Verso Peer Gynt

### Altri premi
- 2006 – Eschilo d'oro
- 2015 – Premio Hystrio all'interpretazione[9]
- 2016 – Premio Luigi Riccoboni in riconoscimento alla sua carriera artistica